# Ronnie Bendtsen
Ronnie Lars Bendtsen (født 23. maj 1984) er en dansk professionel fodboldspiller, der spiller for Roskilde FC, men tidligere har spillet for FC Vestsjælland, hvorfra han blev solgt i vinteren 2014.

## Karriere
I januar 2014 blev det offentliggjort, at Ronnie Bendtsen skiftede til FC Roskilde.